# Circolo Sportivo Guardia Republicana
Maillots
Le Circolo Sportivo Guardia Republicana, couramment abrégé en Guardia Republicana, est un club péruvien de football basé dans le district de La Molina, à Lima.

## Histoire
Fondé le 7 août 1981, le Guardia Republicana parvient à se hisser quelques années plus tard en D1 en 1986 et 1988, mais ces deux expériences sont de courte durée. En effet, en 1986, malgré un bon début qui le voit battre l'Alianza Lima lors de la 1re journée, le club ne peut éviter la relégation. En 1988, il redescend aussitôt en D2 à la suite d'un match de barrage perdu face à l'Internazionale de San Borja.
En 1995, il remporte le championnat de 2e division sous la houlette d'Alberto Gallardo, ancienne gloire du Sporting Cristal. Comme lors de ses deux premiers passages, sa troisième expérience au sein de l'élite est elle aussi de courte durée. Le Guardia Republicana retourne en D2 et s'y maintient jusqu'en 2002.
Il évolue depuis dans la ligue de district de La Molina. Sa dernière apparition remonte à 2014 puisque le club décide de ne pas se présenter en 2015 faute de soutien financier.

## Résultats sportifs

### Palmarès
| Compétitions nationales                                                    | Compétitions régionales                        |
| - Championnat du Pérou D2 (1) : - Champion : 1995. - Vice-champion : 1993. | - Interligas de Lima (1) : - Vainqueur : 1985. |

### Bilan et records
- Saisons au sein du championnat du Pérou : 3 (1986 / 1988 / 1996).
- Saisons au sein du championnat du Pérou D2 : 15 (1985 / 1987 / 1989-1995 / 1997-2002).
- Plus large victoire obtenue en compétition officielle : 
  - Guardia Republicana 10:1 América Cochahuayco (championnat D2 1995)[5].

## Personnalités historiques du CS Guardia Republicana

### Joueurs

#### Anciens joueurs
Les internationaux péruviens Miguel Rebosio et Ysrael Zúñiga ont porté le maillot du CS Guardia Republicana, tous les deux en 1995.

### Entraîneurs
| - Juan Orbegozo (1986) - Adolfo Madariegue (1987) - Pedro Cruz (1988) | - Alberto Gallardo (1995) - César Gonzales (1996) - Adolfo Madariegue (1996) |